# Saybagh

Saybagh (chữ Hán giản thể: 沙依巴克区, âm Hán Việt: Sa Y Ba Khắc) là một quận thuộc địa cấp thị Ürümqi của Khu tự trị Tân Cương, Cộng hòa Nhân dân Trung Hoa. Quận này có diện tích 422 ki-lô-mét vuông, dân số năm 2002 là 440.000 người. Về mặt hành chính, quận này được chia thành 10 nhai đạo: Bát Nhất, Hữu Hảo Nam Lộ, Hữu Hảo Bắc Lộ, Dương Tự Giang Lộ, Trường Giang Lộ, Tây Sơn, Lò Viện Nhai, Hòa Điền Nhia, Nha Mã Lý Khắc Sơn, Hồng Miếu Tử.